# Amilcingo
Amilcingo es una población del estado mexicano de Morelos. Situada al oriente del estado en el municipio de Temoac.

## Localización y demografía
Amilcingo se encuentra localizado en el oriente del estado de Morelos, muy cercano a los límites con el estado de Puebla y del volcán Popocatépetl. Sus coordenadas geográficas son 18°44′39″N 98°46′10″O / 18.74417, -98.76944 y a una altitud de 1 526 metros sobre el nivel del mar.
Se encuentra en el sureste del territorio municipal y conurbada con la población de Huazulco, a unos cinco kilómetros al sur de la cabecera municipal, Temoac.
De acuerdo con el Censo de Población y Vivienda de 2010 llevado a cabo por el Instituto Nacional de Estadística y Geografía en 2010 la población total de Amilcingo es de 3 515 habitantes, de los que 1 702 son hombres y 1 813 son mujeres.

## Cultura
El 21 de marzo se celebra el natalicio del Benemérito de las Américas, Don Benito Juárez García, así como también la llegada de la primavera. El 10 de abril desfilan la mayoría de los ejidatarios recordando la muerte del general Emiliano Zapata, culmina con la puesta de una ofrenda floral. Otra fecha importante es el 30 de septiembre donde se realiza un desfile cívico-cultural
La fiesta patronal del Señor de la Columna se realiza el día 15 de marzo; es la fiesta religiosa más importante de este pueblo ya que también es parte del nombre del mismo; se festeja haciéndose una gran fiesta llena de alegría y diversión.
Una división representativa del pueblo es el arco que divide el municipio de Temoac con el de Amayuca el cual representa su escudo la frase “Tierra del amaranto” y el diseño de la germinación de amaranto en la tierra temoaqueña. También cuenta con cercanía al volcán activo Popocatépetl.
El edificio donde se encuentra el gobierno municipal de Temoac fungió como escuela primaria del pueblo en el siglo XIX y hasta principios del siglo XX.